# Ermengol I. od Urgella
Ermengol I. od Urgella (katalonski Ermengol I d'Urgell, šp. Ermengol I de Urgel; također zvan Hermenegildo; 973./977. – 1. rujna 1010.) bio je španjolski plemić, grof Urgella u ranom srednjem vijeku. Znan je i kao Ermengol od Córdobe. Osnovao je svoju vlastitu dinastiju grofova Urgella te je sudjelovao u rekonkvisti. 

## Život
Bio je sin grofa Borrella II. od Urgella i Barcelone i njegove prve supruge, gospe Letgarde Tuluške te brat grofa Ramona Borrella od Barcelone i Osone.

### Prvi brak
Ermengol je oženio gospu Tetbergu (Geriberga) prije 10. srpnja 1000. Par je bio bez djece; gospa Tetberga je s mužem prodala neku zemlju, što je potvrđeno poveljom iz godine 1101.

### Vladavina
Kao čovjek koji je volio kulturu, Ermengol je putovao dvaput u Rim. Prvi je put otišao tamo godine 998. Drugi je put bio u Rimu 1001. 
Grof Ermengol je reformirao sudstvo Urgella kako bi pravda putem pravosuđa svima bila dostupna.
Godine 1003. Urgell su napali muslimani predvođeni Abd al-Malikom al-Muzaffarom od Córdobe. Ermengol se borio protiv njih u bitci kod Tore i bitci kod Albese, a pomogli su mu njegov brat Ramon Barcelonski te Bernard I. od Besalúa i Guifré II. od Cerdanye (umro 1050.). Ermengol je ipak bio zarobljen, ali je oslobođen. Kasnije je, 1008. godine, poduzeo nekoliko uspješnih ekspedicija protiv Maura. Godine 1010. se Ermengol pridružio svom bratu Ramonu u borbi protiv Córdobe.

### Drugi brak
Druga supruga Ermengola je bila gospa Gizela, koja je nadživjela muža. Djeca Gizele i Ermengola bila su sin, Ermengol II. i kći, Ermesinda (ili Štefanija?).

## Vanjske poveznice
- Obitelj grofa Ermengola I.